# 波尔蒂利亚
波尔蒂利亚，是西班牙卡斯蒂利亚-拉曼恰昆卡省的一个市镇。总面积33平方公里，总人口92人（2001年），人口密度3人/平方公里。